# ガイウス・クラウディウス・プルケル (紀元前177年の執政官)
ガイウス・クラウディウス・プルケル（ラテン語: Gaius Claudius Pulcher、 ? - 紀元前167年）は、共和政ローマの政務官。紀元前177年にコンスル（執政官）を、紀元前169年にケンソル（監察官）を務めた。父はアッピウス・クラウディウス・プルケル。

## 経歴
紀元前195年、アウグルに就任している。
紀元前180年、外国人担当プラエトルのティベリウス・ミヌキウス・モッリクルスが早期に死去し、補充プラエトルに選ばれ、ローマ市で起きていた毒殺事件の調査をした。
紀元前177年、コンスルに選出され、イストリア半島に遠征、アエプロ王を降伏させると、更にリグリアの反乱を鎮圧して凱旋式を挙行し、「同盟市に関するクラウディウス法（Lex Claudia de sociis、紀元前189年のケンスス（国勢調査）以降ローマ市に移住したラテン人と同盟市市民に、11月までに帰国するよう定めた法）を成立させた。そして選挙を主宰すると、ムティナからリグリア人を追い払うためガリアへ行き、翌年もインペリウムを延長され、ムティナを奪還してリグリア人の反乱を鎮圧した。
紀元前171年、プブリウス・リキニウス・クラッスス (紀元前171年の執政官)配下のトリブヌス・ミリトゥムとして、ボイオーティアのハリアルトゥスを包囲し、プラエトルのガイウス・ルクレティウス・ガッルスに引き継いだ。
紀元前169年、執政官時代の同僚ティベリウス・センプロニウス・グラックス・マイヨルと共にケンソルに選ばれ、マルクス・アエミリウス・レピドゥス (紀元前187年の執政官)をプリンケプス・セナトゥス（元老院第一人者）に指名したが、議員リストやエクィテスの審査を厳しく行ったため、護民官の一人から訴えられ、グラックスのお陰で僅差で無罪となった。ティトゥス・リウィウスによると、解放奴隷をどのトリブス（選挙区）に登録するかが問題となっていたが、プルケルとグラックスの間で妥協点を見いだし、都市トリブスの一つに全員登録することが決定され、元老院で二人に感謝する決議が行われたという。
紀元前167年、アウルス・ポストゥミウス・アルビヌス・ルスクス、クィントゥス・ファビウス・ラベオ、クィントゥス・マルキウス・ピリップス (紀元前186年の執政官)、ガイウス・リキニウス・クラッスス、グナエウス・ドミティウス・アヘノバルブス (紀元前162年の補充執政官)ら執政官経験者と共に、ルキウス・アエミリウス・パウルス・マケドニクスのマケドニア再編を補佐する十人委員会の一人となり、アヘノバルブスと共にアカイア同盟へ赴き、指導者をローマ市へ召喚した。同年死去し、後継アウグルにティトゥス・クィンクティウス・フラミニヌス (紀元前150年の執政官)が選ばれている。

## 家族
- 父：アッピウス・クラウディウス・プルケル (紀元前212年の執政官)
- 兄弟：アッピウス・クラウディウス・プルケル (紀元前185年の執政官)
- 兄弟：プブリウス・クラウディウス・プルケル (紀元前184年の執政官)